# Josef Gold (Maler)
Josef Gold (* 2. Februar 1840 in Bruck an der Glocknerstraße; † 15. Mai 1922 in Salzburg) war ein österreichischer Maler und Restaurator in der Zeit des späten Biedermeiers und Historismus. Er ist der Großvater des Malers Rudolf Szyszkowitz.

## Leben

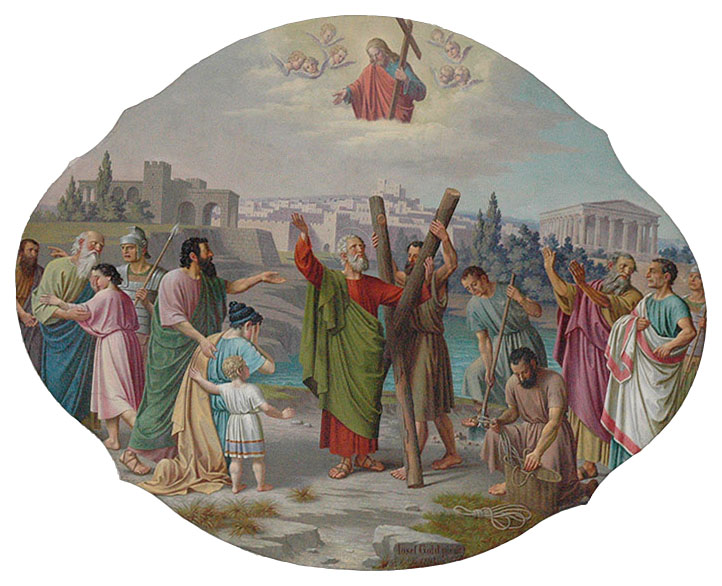
Kreuzigung des heiligen Andreas, Deckengemälde der Stadtpfarrkirche Kitzbühel, 1897

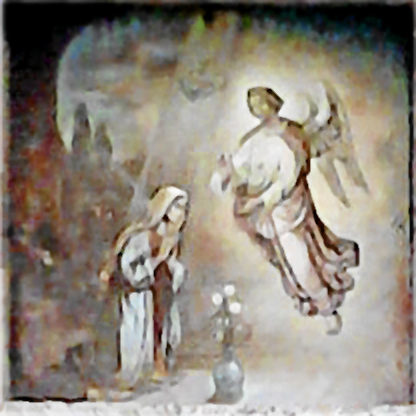
Verkündigung an Maria, Geheimnissäule I des Stationswegs Maria Plain, um 1910

Josef Gold, Sohn eines Tischlermeisters, studierte 1861–62 bei Moritz von Schwind in München, arbeitet dann zuerst in Sankt Johann im Pongau und seit 1870 in der Stadt Salzburg. Er schuf fast ausschließlich religiöse Malereien. Josef Gold war gemeinsam mit Sebastian Stief und Josef Rattensperger ein wichtiger Vertreter der Kunst der Nazarener in Salzburg. Die Nazarener wollten Schlichtheit und echte Sentimentalität darstellen, oft büßten ihre Werke aber durch häufige Wiederholungen und Stereotype sowie als kitschig empfundene Süßlichkeit an Originalität ein. Josef Gold behielt die naturalistische Formensprache der Nazarener auch noch bei, als längst etwa Anton Faistauer mit der Ausgestaltung der Morzger Kirche viel eindrucksvollere und zeitgemäßere Mittel in der Malerei anwandte.

## Werke
Der Dehio Salzburg 1986 für Stadt und Land Salzburg listet 40 Orte im Bundesland Salzburg auf, in denen kirchliche Arbeiten von Josef Gold erhalten sind. Wichtige Werke sind das Deckengemälde im Langhaus der Pfarr- und Wallfahrtskirche Dürrnberg, das Anifer Chorbogenfresko, das Altarbild in der Altersheimkirche Salzburg-Nonntal, das Fresko der Herz-Jesu-Asylkirche in Salzburg-Riedenburg, der Hochaltar der Filialkirche Gois, und außerhalb des Bundeslandes die Kreuzigungsszene der Stadtpfarrkirche Ried im Innkreis und die Deckenbilder der Stadtpfarrkirche Kitzbühel in Tirol. Neben Fresken schuf Gold Ölgemälde auf Leinwand, und bemalte die Flügel zahlreicher neugotischer Flügelaltäre (Pfarrkirche Nußdorf am Haunsberg, Pfarrkirche Lamprechtshausen, Pfarrkirche Lessach, Pfarrkirche Lofer).
- 1872 Hochaltarbild hl. Veit in der Pfarrkirche Henndorf
- 1883 Gewölbemalerei in der Pfarrkirche Schwoich
- 1884–1893 Deckengemälde sowie die Kreuzwegbilder in der Pfarrkirche Ried im Innkreis